# Azerbaidjanfilm
Azerbaidjanfilm (în azeră Azərbaycanfilm) este o companie de producție de film de stat din Azerbaidjan. 

## Istorie
Azerbaidjanfilm a fost înființat în 1920 ca un departament de foto-cinematografie la Comisariatul Poporului Republicii Sovietice Socialiste Azerbaidjană, iar în 1923 a fost redenumit ca "Oficiul foto-cinematografic din Azerbaidjan" (AFKI). A avut numeroase schimbări de nume, printre care "Azdovletkino" (1926-1930), "Azkino" (1930-1933), "Azfilm" (1933), "Azdovletkinosenaye" (1934), "Azerfilm" (1935-1940) "Studioul de film din Baku" (Бакинская киностудия, 1941-1959), înainte de a adopta numele său actual în 1960 ca un studio de cinema "Azerbaijanfilm" numit după Djafar Djabbarli. În prezent, "Azerbaijanfilm" face parte din Ministerul Culturii și Turismului din Azerbaidjan.

## Filme notabile

### RSS Azerbaidjană
- 1931 Qaz
- 1933 Lökbatan
- 1945 Furnizorul de pânză
- 1945 Caut o nevastă (Аршин мал алан), regia Rza Tahma și Nikolai Leșenko
- 1956 Dacă nu e una... e alta (O Olmasin, Bu Olsun), regia Husein Seidzade
- 1960 Ker-Ogli (Koroghlu / ru:Кёроглы (фильм-опера)), regia Husein Seidzade
- 1961 Balıqçılar
- 1962 Telefonista (Telefonçu qiz / Телефонистка)
- 1963 Kür
- 1964 İçəri Șəhər
- 1964 Ulduz
- 1965 Mingəçevir
- 1970 Sevil
- 1977 Ziua de naștere
- 1979 Babek
- 1988 The Scoundrel
- 1989 Anecdote

### Azerbaidjan
- 1991 Inelul de logodnă
- 1998 Sari Gelin
- 2001 Visul
- 2004 Bomba Națională
- 2009 Cea de-a 40-a ușă
- 2010 Încăperea
- 2011 Buta
- 2012 Azerbaijan uimitor (documentar)
- 2012 Steppe Man